# Pałac w Rodelach
Pałac w Rodelach (Pałac rodu von Alvensleben) – pałac wraz z zespołem parkowym i zabudowaniami gospodarczymi znajdujący się we wsi Rodele w gminie Barciany w powiecie kętrzyńskim w województwie warmińsko-mazurskim. Wybudowany w latach 1859-1861 w stylu eklektycznym jako siedziba pruskiego rodu von Alvensleben.

## Położenie
Pałac położony jest we wsi Rodele około 4 km na południe od Barcian i 14 km na północ od Kętrzyna. Znajduje się przy drodze lokalnej, niedaleko drogi wojewódzkiej nr 591 na odcinku Kętrzyn - Barciany.

## Historia
Historia wsi Rodele sięga średniowiecza i po raz pierwszy wzmiankowana jest w dokumentach z 1419 roku. Osada była dobrami rycerskimi, którą lokowano na prawie chełmińskim w 1427, a podatek opłacany był od 5 włók ziemi. Sama nazwa wsi wywodzi się z kolei od pruskiego słowa rodele - znaczącego rudy. 
W wieku XVIII i do połowy XIX majątek Rodehlen należał do junkierskiej rodziny hrabiów von Schwerin, linii ze Skandawy. W 1820, na terenie dóbr, wznieśli, jako swoją rodową rezydencję, murowany, założony na planie prostokąta, dwukondygnacyjny pałac w stylu neorenesansowym. 
W 1859 Adela Good Dombehnen, wychodząc za Louisa Gebharda Wernera von Alvensleben-Neugattersleben, otrzymała rodowe dobra Rodele oraz pobliskie Dębiany, jako prezent ślubny od swojej ciotki Sophie von Schwerin-Skandau z domu Dönhoff (linia ze Skandawy). W latach 1859–1861 von Alvenslebenowie na miejscu starego pałacu wznieśli nową rezydencję, która wzorowana była na obiekcie autorstwa architekta Schinkla, pałacu von Schwerinów w Skandawie. Powstała budowla była typową XIX-wieczną rezydencją szlachty i reprezentowała styl eklektyczny, czerpiący z kilku stylów architektonicznych.
W tym samym czasie co sam budynek pałacu, w majątku założono także park krajobrazowy, wraz ze znajdującym się w nim rodowym cmentarzem oraz liczne budynki gospodarcze obsługujące majątek w Rodelach i folwark w Dębianach. 
W rękach Alvenslebenów dobra pozostały do początków 1945 roku, a ostatni z właściciele uciekli z pałacu przed zbliżającą się ofensywą wojsk radzieckich na Prusy Wschodnie.
Po wojnie w pałacu znajdowały się mieszkania i biura pracowników utworzonego w Rodelach Państwowego Gospodarstwa Rolnego. PGR przeprowadził także gruntowny remont elewacji i dachu budynku oraz częściowo zrewitalizował otaczający go park. 
W 2001 pałac wraz z kompleksem parkowym przeszły w ręce prywatne i obecnie pozostają utrzymane w dość dobrym stanie.

## Architektura

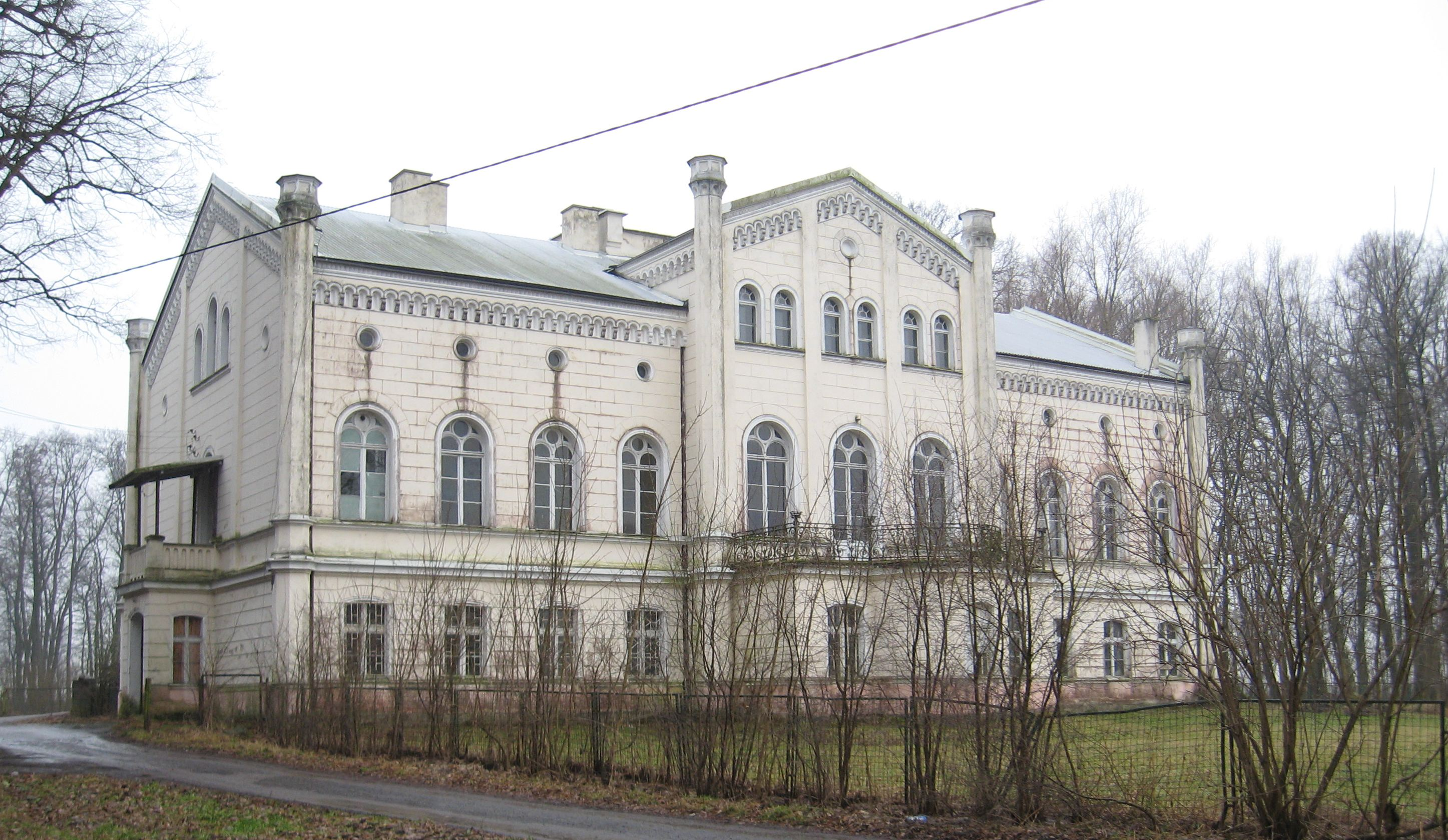
Elewacja ogrodowa z półkolistym występem oraz część parku (Pałac w Rodelach 2008)

Zespół pałacowy składa się z pałacu, parku krajobrazowego oraz pozostałości po zabudowaniach gospodarczych. 
Sam pałac, wzniesiony w stylu eklektycznym, z otynkowanej cegły, założony jest na planie prostokąta, ma dach dwuspadowy i posiada dwie wysokie kondygnacje. Niższe piętro jest wysokim przyziemiem, wyższe reprezentacyjnym piętrem, a ponadto w pałacu znajduje się także niewielkie poddasze. Elewacje bryły głównej pałacu posiadają liczne detale architektoniczne jak boniowanie, gzymsy z fryzami arkadowymi czy oktagonalne sterczyny w narożnikach. Zarówno same okna jak i stolarka okienna budowli mają zróżnicowaną wielkość i kształt. Na obu ścianach bocznych budowli, w małych przypałacowych dobudówkach, znajdują się oddzielne wejścia do wnętrz.
Na osi wzdłużnej pałacu znajdują się dwa zdobione, symetrycznie ustawione i nakryte również dwuspadowym dachem ryzality - frontowy i ogrodowy. Ogrodowy mieści tylne wejście oraz obszerny, zawierający półkolisty występ z tarasem. Frontowy natomiast, umieszczony w centralnej części bryły kryje arkadowy podcień oraz główne, znajdujące się na poziomie reprezentacyjnego piętra, wejście do pałacu. Początkowo prowadzi do niego lekko wznoszący się, ustawiony równolegle do budynku podjazd, który następnie przechodzi w prostopadle położone schody. 
Wnętrze pałacu ma układ dwutaktowy, tuż za wejściem głównym, na piętrze, znajduje się obszerny hol, a od strony ogrodowej reprezentacyjny salon z tarasem.
Od strony wschodniej i południowej pałac otacza XIX-wieczne założenie parkowe, w którego północnej części znajduje się rodowy cmentarz Alvenslebenów. Do samego pałacu, od szosy, prowadzi stara lipowa aleja, którą wraz z 78 innymi alejami, Stowarzyszenie Sadyba stara się wpisać do wojewódzkiego rejestru zabytków.

## Zabytek
W skład zespołu pałacowego w Rodelach wchodzą obiekty wpisane do rejestru zabytków nieruchomych:
- pałac (nr rej.: 798 z 9.09.1968),
- park (nr rej.: 3595 z 13.04.1984).